# Cowles, Nebraska
Cowles, Nebraska (енгл. Cowles) град је у америчкој савезној држави Небраска.

## Демографија
По попису из 2010. године број становника је 30, што је 18 (-37,5%) становника мање него 2000. године.
| Група             | 2000.       | 2010.       |
| Белци             | 48 (100,0%) | 30 (100,0%) |
| Афроамериканци    | 0 (0,0%)    | 0 (0,0%)    |
| Азијати           | 0 (0,0%)    | 0 (0,0%)    |
| Хиспаноамериканци | 0 (0,0%)    | 0 (0,0%)    |
| Укупно            | 48          | 30          |